# 藤井幸代
藤井幸代（日语：／ Fujii Yukiyo，1985年5月8日—）為日本女性聲優、演員。隸屬於青二製作，神奈川縣出身。身高169cm、血型為O型。

## 人物
興趣是籃球、足球、料理、讀書。
進入聲優業界前以藤井幸代之名活動，曾經從事舞台照明技術者工作（持有照明技術者技能檢定2級）。2007年先後參加PRINCESS PINKY、日本國際小姐選拔。
AOI CORPORATION所屬時改為現在藝名，除演出戲劇外亦開始聲優生涯。2011年4月移籍至青二製作。
劇場版動畫《帕蒂瑪的顛倒世界》為初次主演。

## 演出作品
※粗體字為主要角色。

### 電視動畫
2009年
- FRESH光之美少女！（女性）

2010年
- Heartcatch 光之美少女！（志久奈奈美、女學生）
- FAIRY TAIL（米莉安娜、傑米尼）

2011年
- 反斗小王子（女子）
- SKET DANCE（泉澤幸江）
- 世界一初戀2（主播）
- 數碼寶貝交錯戰爭 穿越時空的少年獵人們（小孩5）
- Battle Spirits 霸王（榮子）
- FAIRY TAIL（蒙莫）
- ONE PIECE（島民、女性客）

2012年
- 心連·情結（三原、女學生）
- 櫻花莊的寵物女孩（TV：男孩子）
- Smile 光之美少女！（綠川雛、小孩、柏本真由佳）
- 自摸摸和努呸呸
- 聖鬥士星矢Ω（小孩、女子、莉絲）
- 戰姬絕唱SYMPHOGEAR（少女2、街頭廣播、看護師）
- 戰國Collection（母親）
- 探險托里蘭托（艾蓮、小孩）
- 數碼寶貝交錯戰爭 穿越時空的少年獵人們（男子B、女子中學生1）
- Muv-Luv Alternative Total Eclipse（塔琪雅娜·貝爾斯卡亞）
- 美食獵人TORIKO（女性）
- FAIRY TAIL（卡恰）
- BTOOOM!（雪）
- ONE PIECE（住人、人魚、小孩）
- ONE PIECE 娜美篇 〜航海士的眼淚和羈絆〜（村人）
- ONE PIECE 魯夫篇 〜手掌島的冒險〜（食器店店員）

2013年
- 京騷戲畫（京戀、瑪內瑪內、神社的士兵們、鏡都的住人）
- 黃金拼圖（女學生C、女學生A、電視聲音）
- 翠星上的加爾岡緹亞（小孩C）
- 初音島III
- 科學超電磁砲S（女學生）
- 襲來！美少女邪神W（女性士兵）
- 幻想玩偶（奧爾登〈獨〉）
- FAIRY TAIL（頭巾少女、米莉安娜）
- 戀曲寫真（2-A女學生）
- Little Busters!（次郎）
- ONE PIECE（女子、女性、巨大男孩子）
- 寶石寵物 Happiness（袴田幸）
- 聖鬥士星矢Ω（艾瑪）
- 物語系列 第二季（女子中學生）

2014年
- 流浪神差（女子）
- 青春紀行（阿部）
- Z/X IGNITION（店員）
- 天雷爭霸：復仇者聯盟（服務台、商店店員）
- 我們大家的河合莊（女性打工店員）
- 銀河騎士傳（砲雷長）
- 七龍珠改（女店員、幽靈）
- ONE PIECE（女、女人偶、玩具女、女性工作人員、助手）
- 甘城輝煌樂園救世主（拉媞琺·芙爾蘭札）
- 記錄的地平線2（特托拉）[6]
- 魔彈之王與戰姬（蕾琪/雷格那斯·艾斯帝爾·盧瓦爾·巴斯堤安·多·夏立爾/旅行少女）
- CROSSANGE 天使與龍的輪舞（真希）

2015年
- 純潔的瑪利亞（瓦爾基麗）
- 七龍珠改（幽靈）
- 食戟之靈（小金井亞紀）
- 電波教師（惠子）
- 你好！！黃金拼圖（女學生C、女學生B）
- 銀河騎士傳 第九行星戰役（砲雷長）
- 魯邦三世 2015年系列（麗貝卡·羅塞里尼）
- 落第騎士英雄譚（幼時一輝）

2016年
- 百無禁忌！女高中生私房話（捲髮太）
- Dimension W －第四次元－（卡斯迪）
- 最弱無敗神裝機龍（庫露露席法·恩芙爾克）
- Re:從零開始的異世界生活（蜜蜜·帕爾巴頓）
- 美少女戰士Crystal 死亡變種篇（土萌螢／水手土星、女王9）
- SUPER LOVERS（朝倉步美）
- 小桃小栗 Love Love物語（女子大學生3）
- 齊木楠雄的災難（園兒A、女性A）

2017年
- 清戀（菊池洋子）
- 鎖鏈戰記 ～赫克瑟塔斯之光～（露依潔）
- 廢天使加百列（馬爾蒂耶）
- 動物朋友（蘇利羊駝[7]）
- MARGINAL#4 由KISS開始創造的Big Bang（美琪大姐姐）
- 人渣的本願（早川芽衣）
- KiraKira☆光之美少女 A La Mode（日向真理子）
- 快盜天使BREAK（努伊[8]）
- 夏目友人帳 陸（貴舟）
- 咕嚕咕嚕魔法陣（多瑪·帕洛特）
- 食戟之靈 餐之皿（小金井亞紀）

2018年
- Citrus~柑橘味香氣~（谷口晴美[9]）
- 齊木楠雄的災難 第2期（海藤時）
- 鬼太郎（第6作）（犬山麻奈）
- 賽馬娘 Pretty Derby（駿川手綱[10]）
- 哥布林殺手（女騎士）
- CONCEPTION（柚葉[11]、畢斯凱斯）

2019年
- 粉彩回憶（二條院薰子[12]）
- Star☆Twinkle 光之美少女（伊露瑪）
- 魔法水果籃 1st season（花島惠）
- 艾梅洛閣下II世事件簿 -魔眼搜集列車 Grace note-（布麗姬）
- 籃球少年王（藪內角）
- 真・中華一番！（四郎）
- 美妙射擊部（鶴卷裕子[13]）

2020年
- 科學超電磁砲T（雲川芹亞）
- 魔法水果籃 2nd season（花島惠）
- 魔物娘的醫生（露菈菈·海涅）
- GIBIATE（船田凱薩琳）
- 賽馬娘四格（駿川手綱）
- 光之戰記 -ZUERST-（エルフリーデ）
- 王之逆襲 意志的繼承者（幼時凱瑟）

2021年
- 賽馬娘 Pretty Derby Season 2（駿川手綱）
- 真・中華一番！（第2期）（四郎）
- 記錄的地平線 圓桌崩壞（特托拉）
- 夢夢貓（杉山亮仁）
- 境界觸發者 2nd season（宇井真登華）
- 魔法水果籃 The Final（花島惠）
- 夢夢貓 Mix！（杉山亮仁）
- 名偵探柯南（米花商店街組合員、小川花子）
- EDENS ZERO 伊甸星原（修女·伊芙莉）
- 古見同學有交流障礙症。（上理卑美子[14]）
- 逆轉世界的電池少女（佐斯神武藏、オペ香）

2022年
- 與成為異世界美少女的大叔一起（堤洛莉洛·莉莉莉·露）
- 古見同學有交流障礙症。（第2期）（上理卑美子）
- 轉生就是劍（播報員小姐）
- 戀愛Flops（好乃·費曼）
- 名偵探柯南（永島ひろ子）

2023年
- 異世界悠閒農家（安[15]、獸人族的小孩）
- EDENS ZERO 伊甸星原 第2期（修女·伊芙莉[16]）
- 奇異賢伴 黑色天使（德魯西）
- 賽馬娘 Pretty Derby 第3期[[[Wikipedia:格式手册/链接#章節|錨點失效]]]（駿川手綱）
- 哥布林殺手II（女騎士）
- 偶像大師 百萬人演唱會！（所惠美）
- 不死不運（女性殭屍）
- 鴨乃橋論的禁忌推理（小野寺佳代子）

2024年
- 勇氣爆發Bang Bravern（可憐·奧德蓮[17]）
- 月光下的異世界之旅 第二幕（羅娜[18]、女學生）
- 不死不運（店主）
- 蔚藍檔案 The Animation（鬼方佳世子[19]）
- 殺手寓言（中山愛）
- 不時輕聲地以俄語遮羞的鄰座艾莉同學（瑪利亞·米哈伊羅夫納·九[20]）
- FAIRY TAIL魔導少年 百年任務（傑米尼）
- 為何我的世界被遺忘了？（薇潔絲）
- Re:從零開始的異世界生活 3rd season（蜜蜜）

2025年
- 中禪寺老師妖怪講義錄 解謎就交給老師。（連城花代[21]）
- 外星人姆姆（花月園子[22]）
- 出入禁止的鼴鼠（桐原八重子[23]）

2026年
- 不時輕聲地以俄語遮羞的鄰座艾莉同學（第2期）（瑪利亞·米哈伊羅夫納·九[24]）

### OVA
2014年
- 鎖鏈戰記 〜短動畫〜（尤莉安娜[25]）

2015年
- 我們大家的河合莊（女子）※第7卷特別篇

2016年
- 噬血狂襲 OVA II（妃崎霧葉）

### 網路動畫
2012年
- 京騷戲畫（京戀）

2014年
- Bonjour♪ 恋味点心学园（女學生A）

2017年
- Monster Sonic！達太喵的偶像宣言（愛麗絲、女性播報員）

2018年
- 英雄面具（伊芙）
- 歡迎來到JAPARI PARK（耳廓狐）

2019年
- 齊木楠雄的災難 再啟動篇（海藤時）

2022年
- 悠哉賽馬（旁白、駿川手綱）

2023年
- 賽馬娘 Pretty Derby ROAD TO THE TOP（旁白）
- 惡魔君（朝凪ヒナ[26]）

2024年
- 高尔夫球物语（李光铃）

### 劇場版動畫
2011年
- 美食獵人TORIKO 3D 開幕！美食大冒險！！（瑪莉琳）

2012年
- 電影 Smile 光之美少女！兒童圖畫書裡的世界都不協調！（女孩子）
- ONE PIECE FILM Z

2013年
- 光之美少女 All Stars New Stage2 心之朋友（妖精）
- 帕蒂瑪的顛倒世界（帕蒂瑪[27]）
- 七龍珠Z 神與神

2014年
- 劇場版 薄櫻鬼 第二章 士魂蒼穹

2015年
- 劇場版 銀河騎士傳（砲雷長）

2016年
- 劇場版 selector destructed WIXOSS （小湊步（年幼期））

2018年
- 我想吃掉你的胰臟（恭子[28]）

2021年
- 美少女戰士Eternal（土萌螢／水手土星）

2023年
- 美少女戰士Cosmos（土萌螢／水手土星）
- 愛麗絲與特蕾絲的虛幻工廠（安見玲奈[29]）
- 鬼太郎诞生 咯咯咯之谜

2024年
- 赛马娘 Pretty Derby 新时代之门（旁白）

### 游戏
2017年
- 超級機器人大戰系列（2017年 - 2022年、靜川志津季[30]） - 2部作品[註 1]

2020年
- 萊莎的鍊金工房2 ～失落傳說與秘密妖精～（賽莉·古勞斯）

2021年
- 魔法禁书目录 幻想收束（雲川芹亞）
- 戰國無雙5（濃姬）
- 蔚藍檔案（鬼方佳世子）

2022年
- 轟炸少女（希爾瓦）
- 碧藍航線（賽莉·古勞斯）[a][31]

2023年
- Engage Kill（寿葵）
- 無期迷途（伊芙）

2024年
- 魔法禁书目录 幻想收束（寿葵）
- 绝区零（11号）
- 赛马娘 Pretty Derby 热血喧闹大感谢祭！（骏川手纲）
- 不時輕聲地以俄語遮羞的鄰座艾莉同學 益智派對（玛利亚·米哈伊罗夫纳·九条[32]）

### 電視連續劇
- 科調所的女法研 第9系列 第8話（2009年8月27日、朝日電視台） - 水原五月 役
- 求婚兄弟～長幼有序男人結婚的方法～ 第1夜「長子的结婚方法」（2011年2月21日、富士電視台）
- 砂之器（2011年9月10日、11日、朝日電視台） - 律子 役

### 電影
- 不沉的太陽（2009年10月24日、東寶）

### 電視廣告
- 川崎大師（2007年）
- 山葉發動機（2007年）
- 馬自達（2008年）

## 音樂CD

### 角色歌
| 發售日   | 商品名稱                                                          | 演唱名義 | 歌曲                            | 備註                                            |
| 2013年   | 2013年                                                            | 2013年 | 2013年                          | 2013年                                          |
| -------- | ----------------------------------------------------------------- | --- | ------------------------------- | ----------------------------------------------- |
| 4月24日  | THE IDOLM@STER LIVE THE@TER PERFORMANCE 01 Thank You!             | 765 MILLIONSTARS | 「Thank You!」                  | 遊戲《偶像大師 百萬人演唱會！》主題曲           |
| 4月24日  | THE IDOLM@STER LIVE THE@TER PERFORMANCE 01 Thank You!             | 765THEATER ALLSTARS | 「Thank You!」                  | 遊戲《偶像大師 百萬人演唱會！》主題曲           |
| 7月31日  | THE IDOLM@STER LIVE THE@TER PERFORMANCE 04                        | 所惠美（藤井幸代） | 「」                            | 遊戲《偶像大師 百萬人演唱會！》相關歌曲         |
| 7月31日  | THE IDOLM@STER LIVE THE@TER PERFORMANCE 04                        | 如月千早（今井麻美）、北澤志保（雨宮天）、田中琴葉（種田梨沙）、所惠美（藤井幸代） | 「Blue Symphony」               | 遊戲《偶像大師 百萬人演唱會！》相關歌曲         |
| 2014年   |                                                                   | |                                 |                                                 |
| 11月19日 | 甘城輝煌樂園救世主 角色歌集                                       | 拉媞琺·芙爾蘭札（藤井幸代） | 「」                            | 電視動畫《甘城輝煌樂園救世主》相關歌曲          |
| 11月26日 | THE IDOLM@STER LIVE THE@TER HARMONY 06                            | 灼熱少女 | 「」 「Welcome!!」              | 遊戲《偶像大師 百萬人演唱會！》相關歌曲         |
| 11月26日 | THE IDOLM@STER LIVE THE@TER HARMONY 06                            | 所惠美（藤井幸代） | 「」                            | 遊戲《偶像大師 百萬人演唱會！》相關歌曲         |
| 2015年   |                                                                   | |                                 |                                                 |
| 4月4日   | THE IDOLM@STER LIVE THE@TER SOLO COLLECTION Vol.01                | 所惠美（藤井幸代） | 「」                            | 遊戲《偶像大師 百萬人演唱會！》相關歌曲         |
| 7月18日  | THE IDOLM@STER LIVE THE@TER SOLO COLLECTION Vol.02                | 所惠美（藤井幸代） | 「Blue Symphony」               | 遊戲《偶像大師 百萬人演唱會！》相關歌曲         |
| 9月30日  | THE IDOLM@STER LIVE THE@TER DREAMERS 01 Dreaming!                 | MILLION ALLSTARS | 「Welcome!!」                   | 遊戲《偶像大師 百萬人演唱會！》相關歌曲         |
| 10月28日 | THE IDOLM@STER LIVE THE@TER DREAMERS 02                           | 天海春香（中村繪里子）、春日未來（山崎遙）、北上麗花（平山笑美）、北澤志保（雨宮天）、茱莉亞（愛美）、高槻彌生（仁後真耶子）、所惠美（藤井幸代）、七尾百合子（伊藤美來）、望月杏奈（夏川椎菜）、矢吹可奈（木戸衣吹） | 「Dreaming!」                   | 遊戲《偶像大師 百萬人演唱會！》相關歌曲         |
| 10月28日 | THE IDOLM@STER LIVE THE@TER DREAMERS 02                           | 茱莉亞（愛美）、所惠美（藤井幸代） | 「」                            | 遊戲《偶像大師 百萬人演唱會！》相關歌曲         |
| 2016年   |                                                                   | |                                 |                                                 |
| 1月30日  | THE IDOLM@STER LIVE THE@TER SOLO COLLECTION Vol.03 Visual Edition | 所惠美（藤井幸代） | 「」                            | 遊戲《偶像大師 百萬人演唱會！》相關歌曲         |
| 4月27日  | 最弱無敗神裝機龍 Blu-ray&DVD 初回生產特典角色歌CD II              | 庫露露席法·恩芙爾克（藤井幸代） | 「NEVER LOCK AGAIN」            | 電視動畫《最弱無敗神裝機龍》相關歌曲            |
| 12月12日 | 偶像大師 百萬人演唱會！ 第5卷 特別版 原創CD                       | 真壁瑞希（阿部里果）、所惠美（藤井幸代）、宮尾美也（桐谷蝶蝶）、周防桃子（渡部惠子）、德川茉莉（諏訪彩花） | 「」                            | 漫畫《偶像大師 百萬人演唱會！》相關歌曲         |
| 2017年   |                                                                   | |                                 |                                                 |
| 1月11日  | THE IDOLM@STER LIVE THE@TER FORWARD 02 BlueMoon Harmony           | サジタリアス | 「Raise the FLAG」              | 遊戲《偶像大師 百萬人演唱會！》相關歌曲         |
| 1月11日  | THE IDOLM@STER LIVE THE@TER FORWARD 02 BlueMoon Harmony           | BlueMoon Harmony | 「brave HARMONY」               | 遊戲《偶像大師 百萬人演唱會！》相關歌曲         |
| 3月10日  | THE IDOLM@STER LIVE THE@TER SOLO COLLECTION 04 BlueMoon Theater   | 所惠美（藤井幸代） | 「Raise the Flag」              | 遊戲《偶像大師 百萬人演唱會！》相關歌曲         |
| 7月26日  | THE IDOLM@STER MILLION THE@TER GENERATION 01 Brand New Theater!   | 765 MILLION ALLSTARS | 「Brand New Theater!」          | 遊戲《偶像大師 百萬人演唱會！劇場時光》主題曲   |
| 7月26日  | THE IDOLM@STER MILLION THE@TER GENERATION 01 Brand New Theater!   | 765 MILLION ALLSTARS | 「Dreaming!」                   | 遊戲《偶像大師 百萬人演唱會！劇場時光》相關歌曲 |
| 8月2日   | Twin Angel Song Selection『Jewelry』                              | | 「」                            | 彈珠機《快盜天使BREAK》相關歌曲                 |
| 8月2日   | Twin Angel Song Selection『Jewelry』                              | 「」 | 電視動畫《快盜天使BREAK》插入曲 |                                                 |
| 11月22日 | THE IDOLM@STER MILLION THE@TER GENERATION 02                      | Fairy Stars | 「」                            | 遊戲《偶像大師 百萬人演唱會！劇場時光》相關歌曲 |
| 11月22日 | THE IDOLM@STER MILLION THE@TER GENERATION 02                      | Fairy Stars | 「Brand New Theater!」          | 遊戲《偶像大師 百萬人演唱會！劇場時光》相關歌曲 |

### 组合成员
1. 1 2  天海春香（中村繪里子）、春日未來（山崎遙）、如月千早（今井麻美）、木下日向（田村奈央）、四條貴音（原由實）、茱莉亞（愛美）、高山紗代子（駒形友梨）、田中琴葉（種田梨沙）、天空橋朋花（小岩井小鳥）、箱崎星梨花（麻倉桃）、松田亞利沙（村川梨衣）、三浦梓（高橋智秋）、水瀨伊織（釘宮理惠）、最上靜香（田所梓）、望月杏奈（夏川椎菜）、矢吹可奈（木戶衣吹）、艾蜜莉·司徒亞特（郁原由宇）、大神環（稻川英里）、我那霸響（沼倉愛美）、菊地真（平田宏美）、北上麗花（平山笑美）、高坂海美（上田麗奈）、佐竹美奈子（大關英里）、島原艾琳娜（角元明日香）、高槻彌生（仁後真耶子）、永吉昴（齊藤佑圭）、野野原茜（小笠原早紀）、馬場木實（高橋未奈美）、福田法子（濱崎奈奈）、舞濱步（戶田惠）、真壁瑞希（阿部里果）、百瀨莉緒（山口立花子）、橫山奈緒（渡部優衣）、秋月律子（若林直美）、伊吹翼（Machico）、北澤志保（雨宫天）、篠宮可憐（近藤唯）、周防桃子（渡部惠子）、德川茉莉（諏訪彩花）、所惠美（藤井幸代）、豐川風花（末柄里惠）、中谷育（原嶋燈）、七尾百合子（伊藤美來）、二階堂千鶴（野村香菜子）、萩原雪步（淺倉杏美）、ROCO（中村溫姬）、雙海亞美／真美（下田麻美）、星井美希（長谷川明子）、宮尾美也（桐谷蝶蝶）
2. ↑  春日未來（山崎遙）、木下日向（田村奈央）、茱莉亞（愛美）、高山紗代子（駒形友梨）、田中琴葉（種田梨沙）、天空橋朋花（小岩井小鳥）、箱崎星梨花（麻倉桃）、松田亞利沙（村川梨衣）、最上靜香（田所梓）、望月杏奈（夏川椎菜）、矢吹可奈（木戶衣吹）、艾蜜莉·司徒亞特（郁原由宇）、大神環（稻川英里）、北上麗花（平山笑美）、高坂海美（上田麗奈）、佐竹美奈子（大關英里）、島原艾琳娜（角元明日香）、永吉昴（齊藤佑圭）、野野原茜（小笠原早紀）、馬場木實（高橋未奈美）、福田法子（濱崎奈奈）、舞濱步（戶田惠）、真壁瑞希（阿部里果）、百瀨莉緒（山口立花子）、橫山奈緒（渡部優衣）、伊吹翼（Machico）、北澤志保（雨宫天）、篠宮可憐（近藤唯）、周防桃子（渡部惠子）、德川茉莉（諏訪彩花）、所惠美（藤井幸代）、豐川風花（末柄里惠）、中谷育（原嶋燈）、七尾百合子（伊藤美來）、二階堂千鶴（野村香菜子）、ROCO（中村溫姬）、宮尾美也（桐谷蝶蝶）
3. ↑  田中琴葉（種田梨沙）、大神環（稻川英里）、高坂海美（上田麗奈）、所惠美（藤井幸代）、宮尾美也（桐谷蝶蝶）
4. ↑  所惠美（藤井幸代）、舞濱步（戶田惠）、真壁瑞希（阿部里果）
5. ↑  北上麗花（平山笑美）、篠宮可憐（近藤唯）、茱莉亞（愛美）、高山紗代子（駒形友梨）、天空橋朋花（小岩井小鳥）、所惠美（藤井幸代）、永吉昴（齊藤佑圭）、七尾百合子（伊藤美來）、二階堂千鶴（野村香菜子）、舞濱步（戶田惠）、真壁瑞希（阿部里果）、最上静香（田所梓）
6. ↑  天海春香（中村繪里子）、如月千早（今井麻美）、星井美希（長谷川明子）、萩原雪步（淺倉杏美）、高槻彌生（仁後真耶子）、菊地真（平田宏美）、水瀨伊織（釘宮理惠）、四條貴音（原由實）、秋月律子（若林直美）、三浦梓（高橋智秋）、雙海亞美／真美（下田麻美）、我那霸響（沼倉愛美）、春日未來（山崎遙）、最上靜香（田所梓）、伊吹翼（Machico）、島原艾琳娜（角元明日香）、佐竹美奈子（大關英里）、所惠美（藤井幸代）、德川茉莉（諏訪彩花）、箱崎星梨花（麻倉桃）、野野原茜（小笠原早紀）、望月杏奈（夏川椎菜）、ROCO（中村溫姬）、七尾百合子（伊藤美來）、高山紗代子（駒形友梨）、松田亞利沙（村川梨衣）、高坂海美（上田麗奈）、中谷育（原嶋燈）、天空橋朋花（小岩井小鳥）、艾蜜莉·司徒亞特（郁原由宇）、北澤志保（雨宫天）、舞濱步（戶田惠）、木下日向（田村奈央）、矢吹可奈（木戶衣吹）、橫山奈緒（渡部優衣）、二階堂千鶴（野村香菜子）、馬場木實（高橋未奈美）、大神環（稻川英里）、豐川風花（末柄里惠）、宮尾美也（桐谷蝶蝶）、福田法子（濱崎奈奈）、真壁瑞希（阿部里果）、篠宮可憐（近藤唯）、百瀨莉緒（山口立花子）、永吉昴（齊藤佑圭）、北上麗花（平山笑美）、周防桃子（渡部惠子）、茱莉亞（愛美）、白石紬（南早紀）、櫻守歌織（香里有佐）
7. ↑  天海春香（中村繪里子）、如月千早（今井麻美）、星井美希（長谷川明子）、萩原雪步（淺倉杏美）、高槻彌生（仁後真耶子）、菊地真（平田宏美）、水瀨伊織（釘宮理惠）、四條貴音（原由實）、秋月律子（若林直美）、三浦梓（高橋智秋）、雙海亞美／真美（下田麻美）、我那霸響（沼倉愛美）、春日未來（山崎遙）、最上靜香（田所梓）、伊吹翼（Machico）、田中琴葉（種田梨沙）、島原艾琳娜（角元明日香）、佐竹美奈子（大關英里）、所惠美（藤井幸代）、德川茉莉（諏訪彩花）、箱崎星梨花（麻倉桃）、野野原茜（小笠原早紀）、望月杏奈（夏川椎菜）、ROCO（中村溫姬）、七尾百合子（伊藤美來）、高山紗代子（駒形友梨）、松田亞利沙（村川梨衣）、高坂海美（上田麗奈）、中谷育（原嶋燈）、天空橋朋花（小岩井小鳥）、艾蜜莉·司徒亞特（郁原由宇）、北澤志保（雨宫天）、舞濱步（戶田惠）、木下日向（田村奈央）、矢吹可奈（木戶衣吹）、橫山奈緒（渡部優衣）、二階堂千鶴（野村香菜子）、馬場木實（高橋未奈美）、大神環（稻川英里）、豐川風花（末柄里惠）、宮尾美也（桐谷蝶蝶）、福田法子（濱崎奈奈）、真壁瑞希（阿部里果）、篠宮可憐（近藤唯）、百瀨莉緒（山口立花子）、永吉昴（齊藤佑圭）、北上麗花（平山笑美）、周防桃子（渡部惠子）、茱莉亞（愛美）、白石紬（南早紀）、櫻守歌織（香里有佐）
8. ↑  最上靜香（田所梓）、白石紬（南早紀）、所惠美（藤井幸代）、茱莉亞（愛美）、北澤志保（雨宫天）
9. ↑  如月千早（今井麻美）、秋月律子（若林直美）、四條貴音（原由實）、水瀨伊織（釘宮理惠）、最上靜香（田所梓）、北澤志保（雨宫天）、茱莉亞（愛美）、白石紬（南早紀）、周防桃子（渡部惠子）、天空橋朋花（小岩井小鳥）、所惠美（藤井幸代）、永吉昴（齊藤佑圭）、二階堂千鶴（野村香菜子）、舞濱步（戶田惠）、真壁瑞希（阿部里果）、百瀨莉緒（山口立花子）、ROCO（中村溫姬）

### 註解
1. ↑  《X-Ω》（2017年 - 2019年）、《DD》（2022）

1. ↑  為碧藍航線與萊莎2、3聯動的角色

## 外部連結
- 事務所公開簡歷 （页面存档备份，存于）（日語）
- 事務所詳細介紹PDF{ja icon}}
- http://ameblo.jp/yukiichigo1515/ （页面存档备份，存于） - 本人的Blog（日語）
- 藤井幸代的X（前Twitter）（日語）